# No More Heroes (игра)
No More Heroes (яп. ノーモア★ヒーローズ Но: моа хи:ро:дзу, рус. «Нет больше героев») — компьютерная игра в жанре slasher выпущенная для платформы Wii. Она была разработана Grasshopper Manufacture под руководством Гоити Суда (который в Японии известен как Suda51) и издана компаниями Marvelous Interactive Inc., Spike, Ubisoft и Rising Star Games. Изначально она носила название Project "Heroes" (англ. «Проект "Герои"»).
Несмотря на внешнее сходство с более ранней игрой Гоити Суда killer7, No More Heroes не является её сиквелом. По словам дизайнера, killer7 больше ориентировала на политические аспекты, а No More Heroes — на социальные.
Игрок управляет героем по имени Трэвис Тачдаун (англ. Travis Touchdown). No More Heroes имеет нелинейный геймплей, позволяя свободно путешествовать по миру на мотоцикле. Чтобы двигаться по сюжету, Трэвису необходимо разделаться с десятком наёмных убийц. Предусмотрено также большое количество побочных квестов, чтобы заработать деньги на оружие, одежду, тренировки.

## Отзывы
| Сводный рейтинг | Сводный рейтинг | Сводный рейтинг |
| Издание         | Оценка          | Оценка          |
| Издание         | PS3             | Wii             |
| --------------- | --------------- | --------------- |
| GameRankings    | 71,57 %         | 82,72 %         |